# Vilanova del Camí
Vilanova del Camí ist eine katalanische Stadt in der Provinz Barcelona im Nordosten Spaniens. Sie liegt in der Comarca Anoia.

## Städtepartnerschaft
- Amilly (Frankreich)
- Calcinaia (Italien)

Auch Amilly und Calcinaia pflegen miteinander eine Partnerschaft.